# Mapleton (Dakota Północna)
Mapleton – miasto w Stanach Zjednoczonych, w stanie Dakota Północna, w hrabstwie Cass.